# Петрикози (Ґродзиський повіт)
Петрикози (пол. Petrykozy) — село в Польщі, у гміні Жаб'я Воля Ґродзиського повіту Мазовецького воєводства.
Населення — 154 особи (2011).
У 1975-1998 роках село належало до Скерневицького воєводства.

## Демографія
Демографічна структура станом на 31 березня 2011 року:
|          | Загалом | Допрацездатний вік | Працездатний вік | Постпрацездатний вік |
| -------- | ------- | ------------------ | ---------------- | -------------------- |
| Чоловіки | 76      | 15                 | 53               | 8                    |
| Жінки    | 78      | 18                 | 41               | 19                   |
| Разом    | 154     | 33                 | 94               | 27                   |